# Sigma1 Gruis
Sigma1 Gruis (σ1 Gruis, förkortat Sigma1 Gru, σ1 Gru) som är stjärnans Bayerbeteckning, är en ensam stjärna belägen i den mellersta delen av stjärnbilden Tranan. Den har en skenbar magnitud på 6,26 och är svagt synlig för blotta ögat där ljusföroreningar ej förekommer. Baserat på parallaxmätning inom Hipparcosuppdraget på ca 14,6 mas, beräknas den befinna sig på ett avstånd på ca 223 ljusår (ca 68 parsek) från solen.

## Egenskaper
Sigma1 Gruis är en blå till vit stjärna i huvudserien av spektralklass A3 Vn. Den har en massa som är omkring dubbelt så stor som solens massa, en radie som likaledes är omkring dubbelt så stor som solens och utsänder från dess fotosfär ca 72 gånger mera energi än solen vid en effektiv temperatur av ca 9 200 K.
Sigma1 Gruis är en källa till röntgenstrålning, vilket kan tyda på att den har en följeslagare.